# Pinnacle Rockers
Pinnacle Rockers es un grupo malagueño de hip-hop-reggae formado por un mc (Ijah) y dos singjays (Little Pepe y Shabu One Shant).

## Biografía
```
Ijah
 es uno de los pioneros en España del hip-hop-reggae y aporta al grupo la mayor parte de la carga lírica, plagada de «impresiones más realistas». Es un teórico y práctico autodidacta de la música, sin conservantes ni colorantes, por lo que tiene una vasta experiencia en directos aparte de los suyos propios, acompañando a 
Jefe de la M
, actuando en las principales capitales de nuestro país.
```

Little Pepe es un cantante de reggae ya consolidado, y esto lo avala su trabajo continuado junto a Morodo, lo que le ha reportado una gran fama tanto aquí como al otro lado del charco. Su estilo oscila desde la lírica desenfadada del dancehall, con tintes panameños, hasta las letras melódicas y conscientes del new roots jamaicano. Es un auténtico showman, un orador que sabe transmitir al público su actitud positiva ante la vida. En Latinoamérica ha compartido escenario con artistas como Ky-Mani Marley o Anthony B. 
Shabu One Shant es un talentoso cantante de reggae, que tiene una vieja y prolífica relación con el hip-hop (ha colaborado oficialmente en discos editados de artistas como Elphomega, Keyo o Triple XXX). Siempre en continua búsqueda e influido por todo tipo de músicas, su versatilidad le permite tratar con infinidad de ritmos y estilos (“todo lo que tenga soul”). Sin embargo, se escora más por la melodía, de la que se sirve para expresar sus inquietudes espirituales y de conciencia. Ha compartido cartel/escenario con artistas como Chukki Starr o Abyssinians. 
Los tres cantantes, en su proyecto común, logran completarse entre ellos y ofrecer altos contrastes tanto en formas como en contenidos, aunque siempre unificados por el amor a la música y una visión particular de entender a ésta y a la vida misma. De este modo, Pinnacle Rockers sirve como experimento para desarrollar nuevas inquietudes musicales, innovadoras y todavía por explotar en nuestro país, teniendo como referencia enriquecedora, todo lo que se cuece en los hornos de Kingston, Nueva York, Londres o Panamá City. 
Detrás de las producciones se encuentra un gigante de gigantes: Big Hozone, respetado productor de trabajos como el disco de Tote King Un tipo cualquiera. 
Además los tres artistas tienen una larga experiencia en los escenarios en los que han compartido cartel/escenario con artistas internacionales como Sizzla, Turbulence, Tippa Irie, Ras McBean, etc.; y artistas nacionales como SFDK, Tote King, Jefe de la M, Morodo, Hermano L, etc.

## Éxitos destacados
- Nada Cambia, interpretada junto al cantante Juho.[1]
- Conocen Este Flow.[2]
- Odiar No Es Bonito.[3]
- Vívelo, en la que colaboran con el grupo sevillano de rap SFDK.[4]
- 6:00 AM.[5]
- Bam Bam Riddin.[6]
- Rockers Revolution.[7]
- Dubplate.[8]
- Planta Santa.[9]